# Av förgängelsen är färgad
Av förgängelsen är färgad är en psalm av Erik Natanael Söderberg. Melodin är en tonsättning från 1738 och enligt Koralbok för Nya psalmer, 1921 samma melodi som används till psalmen Herre, dig i nåd förbarma! (1819 nr 384).

## Publicerad som
- Nr 646 i Nya psalmer 1921, tillägget till 1819 års psalmbok under rubriken "Tidens skiften: Årets tider: Hösten".
- Nr 479 i 1937 års psalmbok under rubriken "Hösten".